# Letališče Reka
Letališče Reka (hrv. Zračna luka Rijeka), je letališče na Hrvaškem, ki leži na otoku Krk, 17 km od Reke.